# Ludwig von Benedek

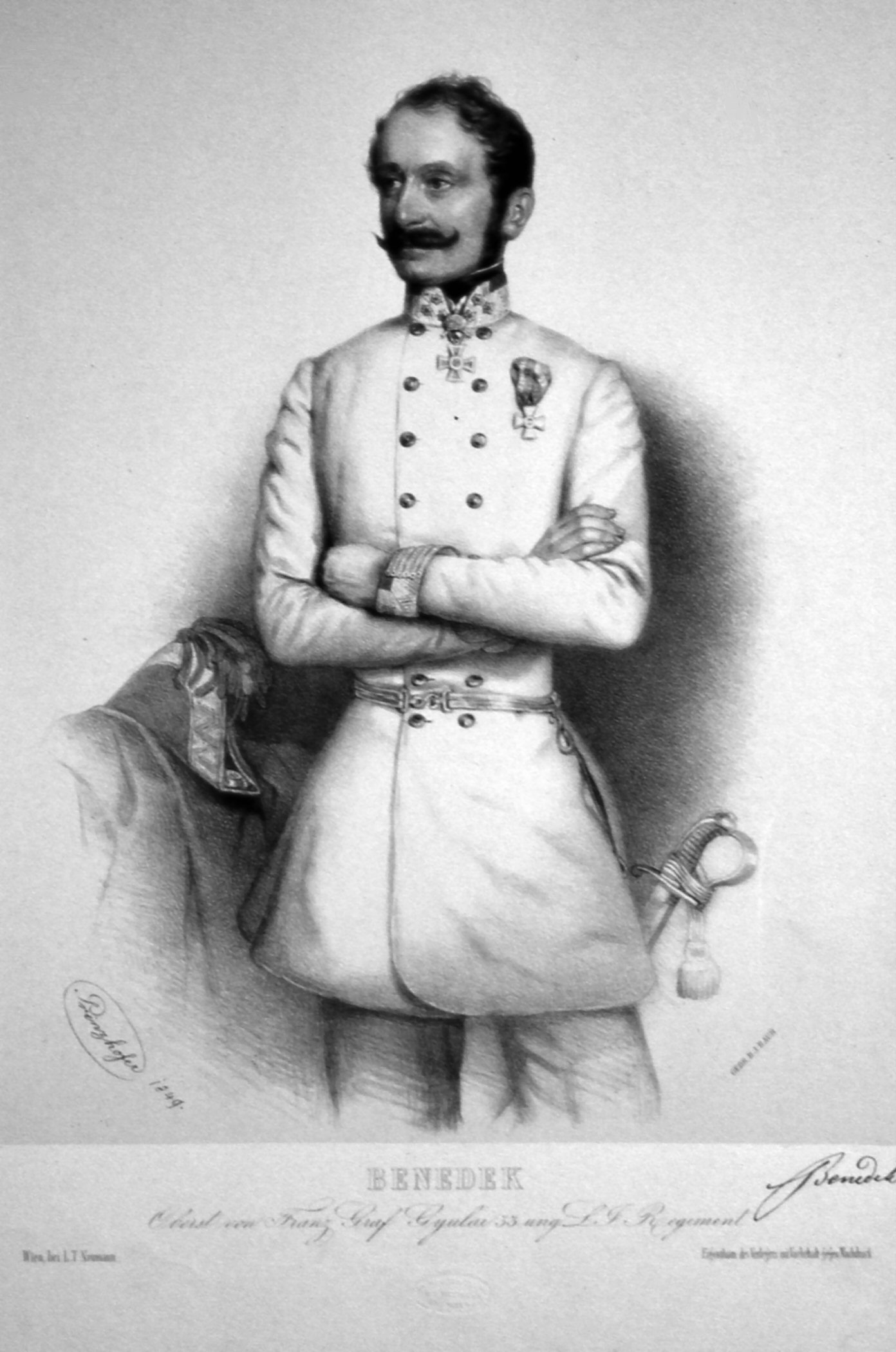
Ludwig von Benedek, litografi av August Prinzhofer 1849.

Ludwig von Benedek, född 14 juli 1804, död 27 april 1881, var en österrikisk fältmarskalk.
Benedek blev officer vid infanteriet 1822, överste 1846, generalmajor 1849, fältmarskalklöjtnant 1852 och fälttygsmästare 1859. Han deltog med utmärkelse i striderna i Galizien 1846, i Italien 1847-48 och i Ungern 1849, där han var Radetzkys generalstabschef. Under fälttåget i Italien 1859 förde Benedek befälet över 8:e armékåren och utmärkte sig särskilt i slaget vid Solferino. 1860-64 innehade Benedek befattningen som chef för generalstaben, och var därunder en kort tid guvernör i Ungern, och därefter fram till 1866 armébefälhavare i Venetien. 
Mycket motvilligt övertog han 1866 befälet över nordarmén men fråntogs på nytt befälet efter nederlaget 3 juli i slaget vid Königgrätz. Benedek ställdes inför krigsrätt, men undersökningen inställdes på kejsarens befallning, och Benedek erhöll 1 november 1864 avsked. Han levde därefter i tillbakadragenhet i Graz.